# Shirley Eaton
Shirley Jean Eaton (Edgware, 12 gennaio 1937) è un'attrice britannica.

## Biografia
Artista precoce, debuttò in teatro a soli 12 anni, mentre a 14 ottenne il suo primo ruolo importante davanti alle telecamere nella serie televisiva Parent-Craft (1951). Tra la fine degli anni cinquanta e l'inizio dei  sessanta collezionò una serie di partecipazioni in ruoli minori in numerose commedie, esperienza che le permise di lavorare con mostri sacri del cinema britannico come Peter Sellers in La verità... quasi nuda (1957) e Dirk Bogarde in Dottore a spasso (1957).
La svolta giunse per l'attrice nel 1964, quando divenne l'icona simbolo delle Bond girl: interpretò infatti il ruolo di Jill Masterson nel film Agente 007 - Missione Goldfinger, protagonista di una memorabile scena in cui il suo personaggio giace defunto con il corpo completamente dipinto da una vernice dorata.
Fu un successo clamoroso che la portò a comparire, nuovamente ricoperta d'oro, sulla copertina della celebre rivista Life. Subito dopo l'uscita della pellicola circolò una leggenda metropolitana secondo la quale l'attrice sarebbe realmente morta soffocata dalla vernice durante la lavorazione del film, notizia questa assolutamente falsa.
Il ruolo di Jill Masterson fu il definitivo trampolino di lancio per la carriera della Eaton, che le consentì di recitare ancora in diversi film d'avventura, commedie brillanti, e nel giallo Dieci piccoli indiani (1965). Il suo ultimo ruolo fu quello della diabolica Sumuru nei due film dedicati al personaggio, Le labbra proibite di Sumuru (1967) e Sumuru regina di Femina (1969), dopo i quali si ritirò dal mondo del cinema per dedicarsi alla famiglia.

## Vita privata
È stata sposata con Colin Rowe dal 1957 alla morte di lui nel 1994. Dal matrimonio sono nati due figli, Grant e Jason.

## Filmografia

### Cinema
- A Day to Remember, regia di Ralph Thomas (1953)
- Prigioniero dell'harem (You Know What Sailors Are), regia di Ken Annakin (1954)
- Quattro in medicina (Doctor in the House), regia di Ralph Thomas (1954)
- The Belles of St. Trinian's, regia di Frank Launder (1954)
- The Love Match, regia di David Paltenghi (1955)
- Charley Moon, regia di Guy Hamilton (1956)
- Sailor Beware!, regia di Gordon Parry (1956)
- Tre uomini in barca (Three Men in a Boat), regia di Ken Annakin (1956)
- Dottore a spasso (Doctor at Large), regia di Ralph Thomas (1957)
- Date with Disaster, regia di Charles Saunders (1957)
- La verità... quasi nuda (The Naked Truth), regia di Mario Zampi (1957)
- La grande s...parata (Carry On Sergeant), regia di Gerald Thomas (1958)
- Further Up the Creek, regia di Val Guest (1958)
- Carry on Nurse, regia di Gerald Thomas (1959)
- In the Wake of a Stranger, regia di David Eady (1959)
- Life is a Circus, regia di Val Guest (1960)
- Carry On, Constable, regia di Gerald Thomas (1960)
- A Weekend with Lulu, regia di John Paddy Carstairs (1961)
- Nearly a Nasty Accident, regia di Don Chaffey (1961)
- Dentist on the Job, regia di C.M. Pennington-Richards (1961)
- Sette allegri cadaveri (What a Curve Up!), regia di Pat Jackson (1961)
- Cacciatori di donne (The Girl Hunters), regia di Roy Rowland (1963)
- Agguato nella savana (Rhino!), regia di Ivan Tors (1964)
- Agente 007 - Missione Goldfinger (Goldfinger), regia di Guy Hamilton (1964)
- La brigata invisibile (The Naked Brigade), regia di Maury Dexter (1965)
- Dieci piccoli indiani (Ten Little Indians), regia di George Pollock (1965)
- I conquistatori degli abissi (Around the World Under the Sea), regia di Andrew Marton (1966)
- Otto in fuga (Eight on the Lam), regia di George Marshall (1967)
- Le labbra proibite di Sumuru (The Million Eyes of Su-Muru), regia di Lindsay Shonteff (1967)
- The Blood of Fu Manchu, regia di Jesús Franco (1968)
- Sumuru regina di Femina (The Girl from Rio), regia di Jesús Franco (1969)

### Televisione
- Parent Craftl – serie TV, 6 episodi (1951)
- And so to Bentley – serie TV, episodio 1x03 (1954)
- Man of the World – serie TV, episodio 1x06 (1962)
- Il Santo (The Saint) – serie TV, 4 episodi (1962)
- Il segreto dello scorpione (The Scorpio Letters), regia di Richard Thorpe – film TV (1967)

## Doppiatrici italiane
- Rosetta Calavetta in Tre uomini in barca
- Dhia Cristiani in Dottore a spasso
- Fiorella Betti in Agente 007 - Missione Goldfinger
- Luisella Visconti in Dieci piccoli indiani